# Brea de Tajo
Brea de Tajo – miejscowość w Hiszpanii we wspólnocie autonomicznej Madryt, 72 km na wschód od Madrytu w comarce Las Vegas. 